# 棉花嶼

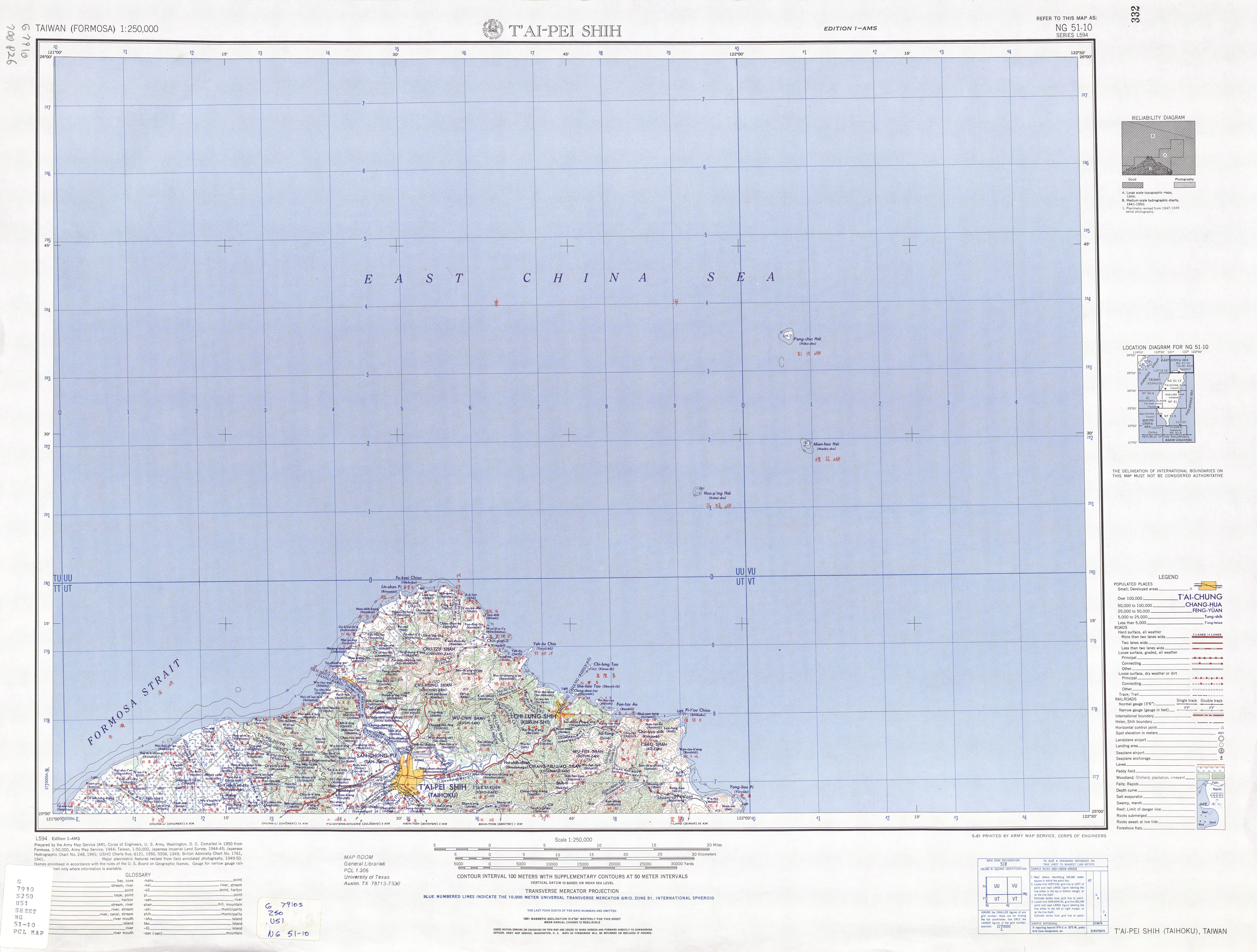
台灣北方三島地圖

棉花嶼又名扛轎嶼為台灣附屬島嶼之一。位於基隆外海，是由火山作用形成的島嶼。棉花嶼名稱取自因海鳥多，人船近岸時海鳥紛飛、宛如棉絮飛揚而名之。島嶼的最東端為中華民國實際控制的極東點，日治時期為磷礦開採區。行政區劃歸於基隆市中正區。與花瓶嶼、彭佳嶼合稱北方三島。海洋國家公園管理處計畫把棉花嶼、花瓶嶼和彭佳嶼這塊海域劃為海洋國家公園。

## 地理位置
棉花嶼位於東經122.06度，北緯25.3度。距離基隆東北方約42公里，航程約2小時。島東西長約300公尺，南北長約400公尺。面積約0.12平方公里，海拔最高的地方只有64公尺。由於棉花嶼和彭佳嶼地理位置相近，形狀也相似，所以有不少漁民都誤將棉花嶼當作彭佳嶼。

## 歷史現況
棉花嶼最早於清朝便有人居住，1886年自加拿大差派來台的傳教士馬偕於記錄到許多鳥類於此島活動；日治時期也有定期船往返棉花嶼與基隆之間；國民政府遷台之後劃入軍事管制區而無人居住。
1996年，基隆市政府向行政院農委會提出「棉花嶼、花瓶嶼野生動物保護區」的規劃，以保護島上野生動植物。棉花嶼也是台灣北部唯一的海鳥繁殖地。台灣基隆漁民表示，棉花嶼和彭佳嶼還存有珍貴稀有的第二級保育類鳥種玄燕鷗和白眉燕鷗生存繁殖。2009年，基隆野鳥學會人員發現屬瀕臨絕種的第一級保育類鳥種遊隼在棉花嶼繁殖。 

## 嶼上景觀
棉花嶼東海岸中央部有一岩礁，高約25公尺，屹立於海中，有「屏風岩」之稱。

## 生態植物
島上另一種特別的植物是俗稱「海芙蓉」的蘄艾，屬於菊科多年生草本植物，喜歡生長在海岸線邊緣的岩石上，是一種稀有的名貴藥材，用來治療氣喘、肺結核、高血壓及背脊痠痛。

## 外部連結
- 棉花嶼(基隆市觀光旅遊服務資訊網)